# Liriomyza aculeolata
Liriomyza aculeolata este o specie de muște din genul Liriomyza, familia Agromyzidae, descrisă de Zlobin în anul 2002. Conform Catalogue of Life specia Liriomyza aculeolata nu are subspecii cunoscute.